# Comarca de Sidrolândia
A Comarca de Sidrolândia é uma comarca brasileira localizada no município de Sidrolândia, no estado de Mato Grosso do Sul, a 60 quilômetros da capital.

## Generalidades
Sendo uma comarca de segunda entrância, tem uma superfície total de 5,3 mil km², o que totaliza 1,5% da superfície total do estado. A povoação total da comarca é de 42 mil habitantes, aproximadamente o 1,5% do total da povoação estadual, e a densidade de povoação é de 8 habitantes por km².
A comarca inclui apenas o município de Sidrolândia. Limita-se com as comarcas de Terenos, Campo Grande, Rio Brilhante, Maracaju, Dois Irmãos do Buriti
Economicamente possui PIB de R$ 688 745 000,00 e PIB per capita de R$ 16 369,07